# Файон, Таня
Таня Анна Файон (словен. Tanja Anna Fajon; род. 9 мая 1971, Любляна) — словенская журналистка, политический и государственный деятель. Лидер Социал-демократов с 2020 года. Вице-премьер и министр иностранных дел Словении с 1 июня 2022 года. В прошлом — депутат Европейского парламента (2009—2022), член фракции Прогрессивного альянса социалистов и демократов (вице-председатель в 2014—2019 гг.), депутат Государственного собрания Словении (2022).

## Биография
Родилась 9 мая 1971 года в городе Любляна в СФРЮ. Её родители — сотрудники государственной телерадиокомпании RTV Slovenija. Отец — редактор, журналист и корреспондент Богдан Файон (Bogdan Fajon). Её мать Нева (Невенка) Файон (Neva (Nevenka) Fajon; ум. 7 февраля 2021) — один из самых известных словенских монтажёров, монтировала художественный фильм «Когда я закрываю глаза» (Ko zaprem oči) Франци Слака 1993 года, который был словенским кандидатом на премию «Оскар» за лучший фильм на иностранном языке. Брат — композитор, музыкант и аранжировщик Сашо Файон (Sašo Fajon) был соавтором песни Prisluhni mi, с которой Дарья Швайгер выступала на конкурсе «Евровидение» в 1995 году, сотрудничал с Аней Рупел.
Окончила факультет общественных наук Люблянского университета, получила диплом по специальности журналистика. Во время учёбы ей был поставлен диагноз рак крови (лейкоз). Продолжила образование в Парижском университете в области международной политики и в школе менеджмента IECD-Bled в городе Блед, где изучала менеджмент.
Работала журналисткой на радиостанции Radio glas Ljubljane и в ежедневной газете Republika. С 1995 года работала журналисткой и корреспондентом государственной телерадиокомпании RTV Slovenija, с 2001 по 2009 год — в Брюсселе.
В 2004 году Словения вступила в Европейский союз. По результатам выборов в Европейский парламент 2009 года Таня Файон избрана депутатом. Переизбиралась на выборах 2014 и 2019 годов. Была членом Комитета по гражданским свободам, правосудию и внутренним делам (LIBE, 2009—2019), Комитета по иностранным делам (AFET, 2019—2022). Была членом фракции Прогрессивного альянса социалистов и демократов, во время второго срока 2014—2019 гг. — вице-председатель. Покинула Европейский парламент 12 мая 2022 года после избрания в Государственное собрание Словении. В Европейском парламенте её мандат получил заместитель лидера Социал-демократов Матьяж Немец.
28 мая 2020 года лидер Социал-демократов Деян Жидан подал в отставку. Временно исполняющей обязанности стала Таня Файон. 10 октября на съезде партии избрана новым лидером Социал-демократов.
По результатам парламентских выборов 24 апреля 2022 года избрана депутатом Государственного собрания Словении по партийному списку. Покинула парламент после назначения в правительство. 9 июня её преемником был избран Йонас Жнидаршич.
1 июня 2022 года назначена вице-премьером и министром иностранных дел Словении в коалиционном правительстве Роберта Голоба, сформированном по результатам парламентских выборов 24 апреля 2022 года.
Знает английский, немецкий, французский и хорватский языки.

## Личная жизнь
Замужем. Супруг — немецкий журналист Файт-Ульрих Браун (Veit-Ulrich Braun; род. 1962).